# Krzecki Wyskok

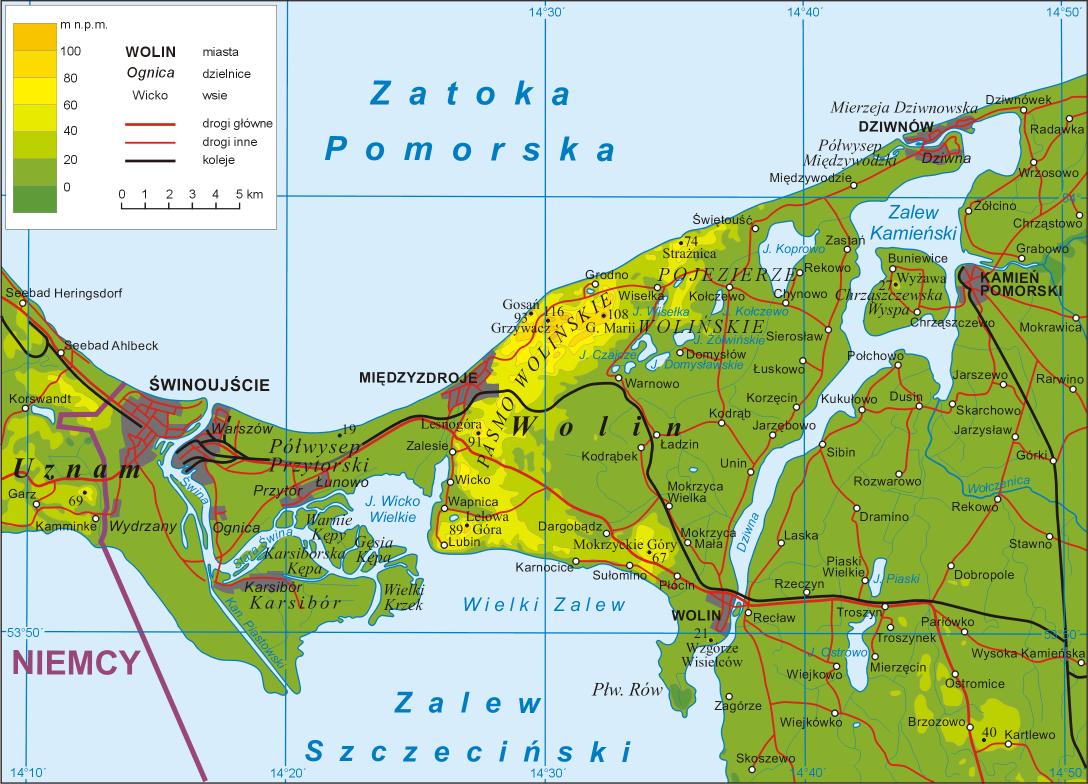
Północna część zalewu i wyspa Wolin

Krzecki Wyskok – mielizna Zalewu Szczecińskiego w jego północnej części, która ma najbardziej zróżnicowane dno. Płycizna odchodzi od południowego brzegu wyspy Wielki Krzek w kierunku południowo-wschodnim. Krzecki Wyskok ma ok. 5 km szerokości.
Krzecki Wyskok stanowi rozległą ławicę piaskową przy głębokości poniżej 2 m, rozciągającą się na kilka kilometrów na południe Zalewu Szczecińskiego. Krzecki Wyskok i Wolińską Mieliznę (na wschodzie) rozdziela zagłębienie na poziomie od 4 do 6,5 m.
Do 1945 r. stosowano niemiecką nazwę Krickser Haken. W 1949 r. ustalono urzędowo polską nazwę Krzecki Wyskok.